# Institut für Sozialforschung und Gesellschaftspolitik
Das Institut für Sozialforschung und Gesellschaftspolitik (ISG) ist ein unabhängiges, privates Wirtschafts- und Sozialforschungsinstitut mit Sitz in Köln. Es wurde 1952 von Otto Blume an der Universität zu Köln gegründet. Es war zunächst an die Universität Köln angebunden, jedoch wurde schon bald der bis heute bestehende Trägerverein Institut für Sozialforschung und Gesellschaftspolitik e. V. ins Leben gerufen, aus dem den 1980er Jahren das Unternehmen Institut für Sozialforschung und Gesellschaftspolitik GmbH hervorging. Der Verein wurde zu Ehren des Gründers und langjährigen Vorsitzenden nach dessen Tod inzwischen in Otto-Blume-Institut für Sozialforschung und Gesellschaftspolitik e. V. umbenannt.
Das Institut betreibt empirische Sozialforschung und wissenschaftliche Beratung auf den Gebieten der Sozial-, Arbeitsmarkt- und Wirtschaftspolitik für öffentliche und private Auftraggeber. Das wissenschaftliche Arbeitsfeld umfasst weite Bereiche der deutschen und europäischen Sozialpolitik. Schwerpunkte sind unter anderem:
- Sozialhilfe- und Lebenslagenforschung
- Wirtschafts- und Arbeitsmarktpolitik
- Gesellschaftspolitik